# Horma

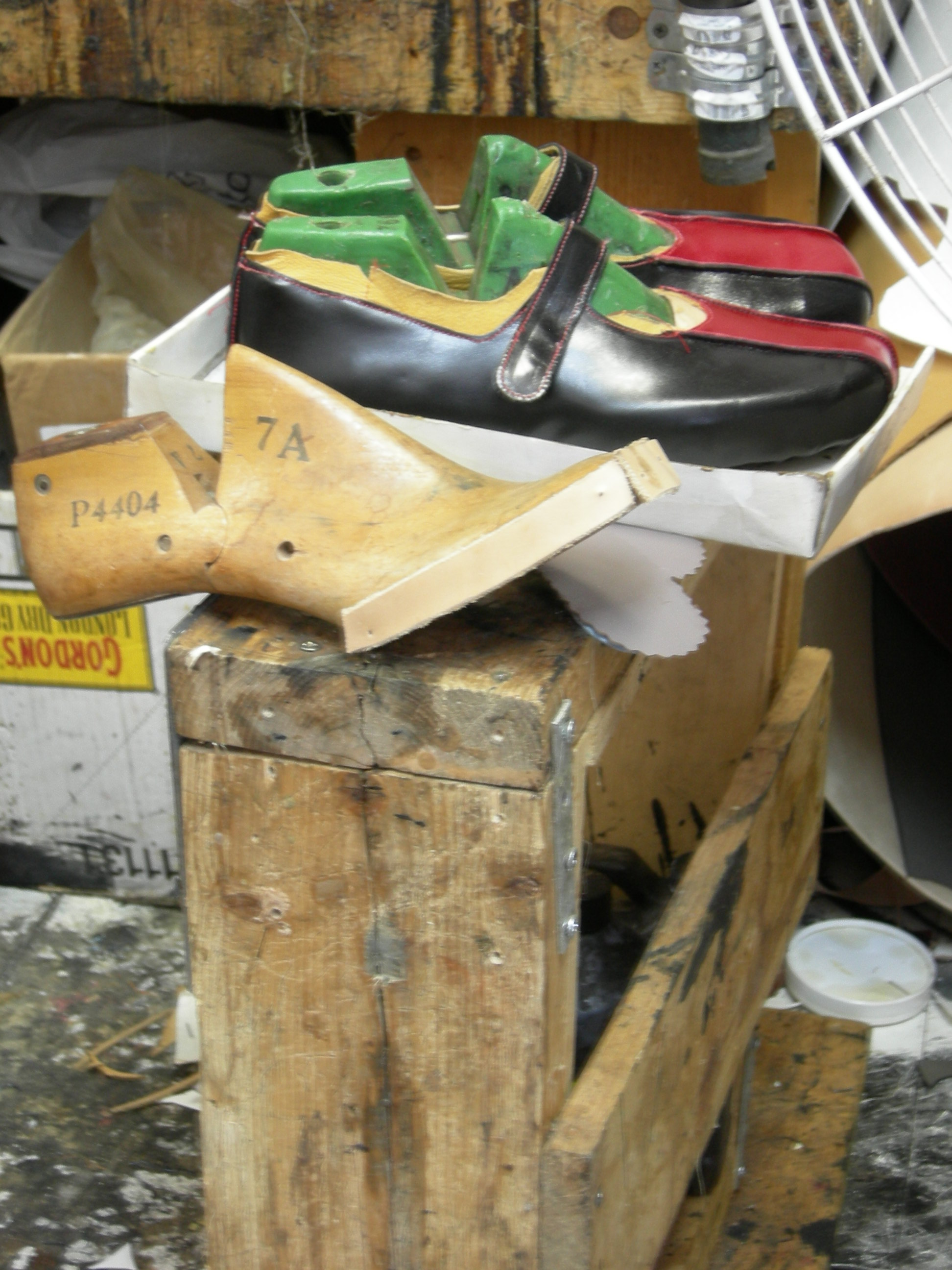
Zapatos y su horma.

Se llama horma a un instrumento que se introduce en el interior de una prenda para darle o preservar su forma. En particular se llaman así a los utensilios de madera que usan los zapateros y los sombrereros durante la confección de la prenda. 
La horma es una pieza de madera que imita las dimensiones y perfil de un pie humano. Originariamente, la horma era utilizada por los zapateros en la confección del zapato. Servía para tomar la medida a las piezas de piel que debían ser cortadas y para coserlas sobre ella respetando la forma del calzado. Siguen la forma del zapato y se elaboran por pares ya que son diferentes las correspondientes al pie derecho y al izquierdo. 
Actualmente, la mayor parte de los zapatos se fabrican de forma industrial habiendo quedando la horma exclusivamente para usarse en confecciones artesanales y zapatos a medida. En este caso, el artesano cuenta con una horma para cada uno de sus clientes y elabora una prenda única basándose en ella. El hormero realiza la horma según la medida tomada del pie y el tipo de zapato que solicita el cliente. Las hormas tienen gran durabilidad y pueden utilizarse durante muchos años antes de desgastarse. El zapatero debe conservar las hormas en una habitación con una temperatura y humedad adecuada para mantener su forma y elasticidad, por lo tanto en las fábricas de hormas de madera era imprescindible contar con hornos para el secado de los tarugos de madera y tras ello se almacenaban en almacenes con temperaturas y grado de humedad estables.
La horma a partir de la mitad del siglo XX empleó como materia prima para su fabricación poliuretano de alta y baja densidad, abandonando paulatinamente la madera como materia prima, por lo cual el proceso cobró mayor rapidez, eliminando una serie de operaciones y procesos que tendían a la estabilidad de los tochos o tarugos de madera que se empleaban para la fabricación

## Historia

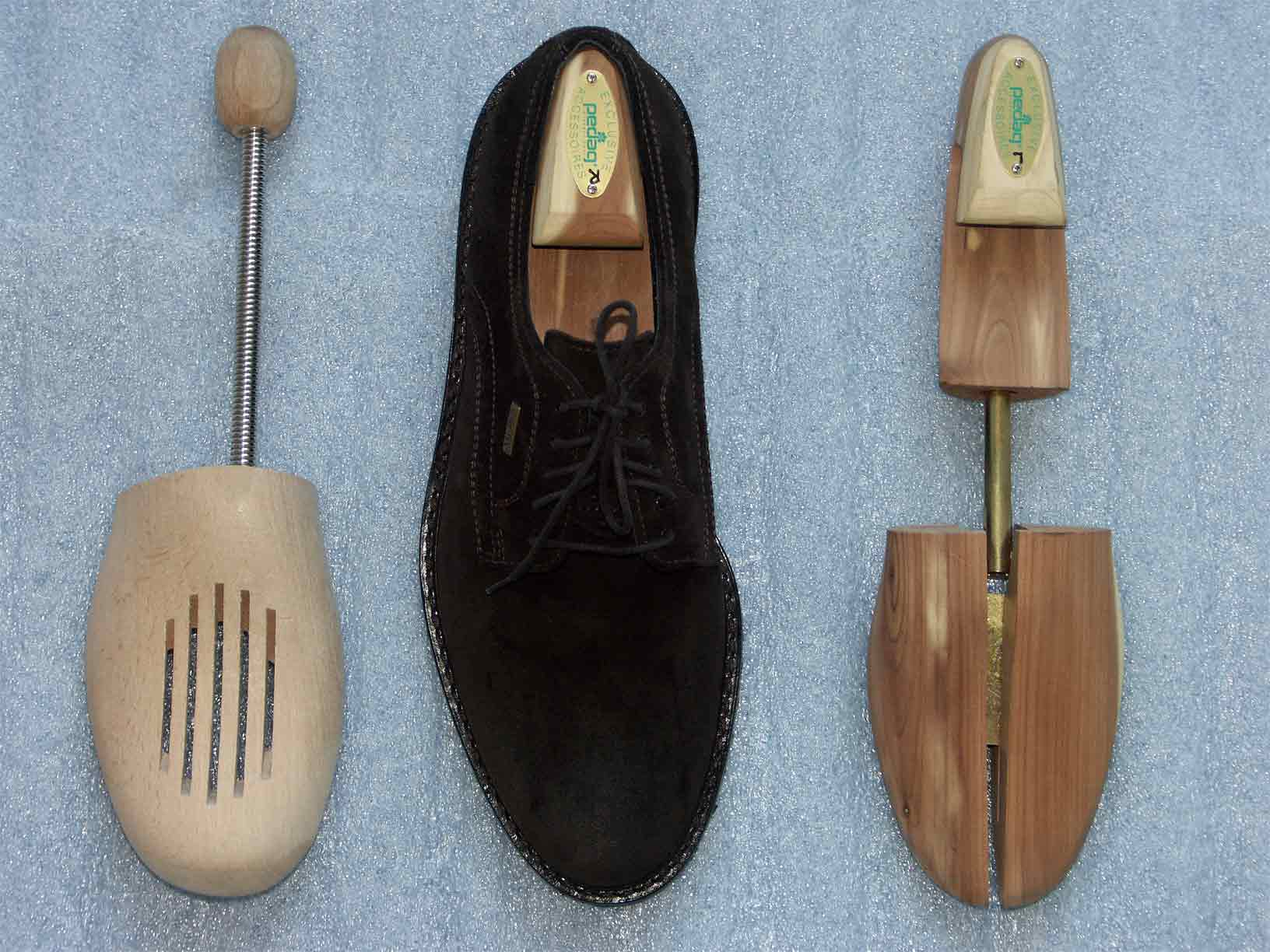
Hormas de zapato.

Probablemente, los antiguos zapateros no utilizaban ningún molde para la confección de los zapatos. Sin embargo, numerosos grabados y dibujos nos dan cuenta de que a partir del siglo XVI los artesanos utilizaban ya hormas para su fabricación. Las primeras piezas debían consistir en una tabla plana de madera que se introducía en el zapato. Las hormas tenían una forma estandarizada salvo para los clientes más selectos y salvo para los zapatos puntiagudos eran simétricas para ambos pies. Las hormas asimétricas no fueron popularizadas hasta principios del siglo XIX en que se atendió a la comodidad del cliente por encima de la economía de fabricación.
En España la fabricación en serie de las hormas aparece hacia la mitad del siglo XIX, en un principio los zapateros manuales que utilizaban hormas de madera debían de tallarlas de forma también manual, se daba el caso que algunos zapateros artesanos también dominaban el tallado en madera
Se llama también horma al utensilio articulado que se coloca en el interior del calzado cuando no se usa para conservar su forma. Por lo general, consiste en una pieza rígida redondeada que se introduce en la puntera del zapato y se apoya en la parte posterior del mismo gracias a una barra rígida. En su parte trasera cuenta con un tope redondeado del mismo material destinado a conservar la forma del talón y no dañar la piel del zapato. Las hormas más caras se fabrican en madera generalmente de cedro ya que ayudan a controlar el olor y a absorber la humedad. Sin embargo, existen modelos más económicos y ligeros elaborados en material plástico.